# Redhill
Koordinaten: 51° 14′ N, 0° 10′ W
Redhill ist eine Stadt im Borough Reigate and Banstead in Surrey im Süden Englands. Die Stadt hat rund 25.000 Einwohner und ist ein südlicher Vorort von London in den North Downs.

## Geschichte
Redhill entstand 1818 als Siedlung an einer neu gebauten Straße; ursprünglich trug diese Siedlung den Namen Warwick Town und wurde 1856 umbenannt, nachdem das Postamt von Red Hill Common hierhin verlegt wurde. Die Einrichtung eines Bahnhofs an der Strecke London–Brighton im Jahre 1844 beschleunigte die Entwicklung des Ortes. In Redhill zweigen davon die North Downs Line nach Guildford und auch die Linie nach Tonbridge ab. 1855 wurde in Redhill das Royal Earlswood Hospital eröffnet, ein psychiatrisches Krankenhaus, in dem u. a. Nerissa und Katherine Bowes-Lyon, Cousinen von Queen Elizabeth II., lebten. Das Krankenhaus wurde 1997 geschlossen.

## Wirtschaft
Zu den Arbeitgebern der Stadt gehören Boots, W H Smith, Iceland, Sainsbury’s, die Zentrale der PSA Bank (Peugeot + Citroën) für Großbritannien und Nordirland, Currys, Barclays Bank, McDonald’s und Lloyds TSB; die Standorte der Unternehmen Woolworths, Our Price und Lidl wurden mittlerweile geschlossen. Redhill verfügt auch über ein Einkaufszentrum mit mehreren Etagen (The Belfry Shopping Centre) und über eine weitere Einkaufspassage (Redhill Indoor Market).

## Kultur und Sport
Redhill verfügt über ein Theater, das „Harlequin“, dennoch trägt die Stadt im Volksmund auch den Namen „Deadhill“, da es in dieser Kleinstadt im Übrigen offenbar nicht sehr viel zu erleben gibt. Redhill ist Heimatort des Fußballvereins Redhill FC.

## Verkehr
Redhill verfügt über einen Eisenbahnanschluss an der Brighton Main Line und ist über die Straßen A23 und A25 zu erreichen. Die nächsten Autobahnen, der M23 und M25, führen rund 2 km nördlich bzw. östlich an Redhill vorbei. Etwa 2 km südöstlich der Stadt befindet sich ein kleiner Flugplatz.

## Persönlichkeiten
Aus Redhill stammen:
- John Wenlock Rollins (1862–1940), Bildhauer
- Walter Kingsford (1881–1958), Schauspieler
- Danny Moss (1927–2008), Jazzmusiker
- Bevis Hillier (* 1940), Historiker
- Sheila Och (1940–1999), Kinderbuchautorin
- Roy Lynes (* 1943), Keyboarder
- Nick Hornby (* 1957), Schriftsteller
- David Hewlett (* 1968), Schauspieler
- Liz May Brice (* 1975), Schauspielerin
- Philip Brodie (* 1975), Schauspieler und Synchronsprecher
- Anna Smith (* 1988), Tennisspielerin
- Harry McEntire (* 1990), Schauspieler und Synchronsprecher
- Ollie Hairs (* 1991), Cricketspieler
- Zach Sullivan (* 1994), Eishockeyspieler
- Matt Weston (* 1997), Skeletonfahrer
- Joerie Church (* 1998), Fußballspieler
- Curtis Malik (* 1999), Squashspieler
- Mattie Pollock (* 2001), Fußballspieler
- Gregory Slade (* 2002), Rollstuhltennisspieler
- Omari Hutchinson (* 2003), jamaikanisch-englischer Fußballspieler
- Alice Capsey (* 2004), Cricketspielerin
- Joshua Golliker (* 2004), Radrennfahrer
- Torrie Malik (* 2004), Squashspielerin

In Redhill starben:
- John Linnell (1792–1882), Maler
- Richard Christopher Carrington (1826–1875), Astronom
- Margaretta „Etta“ Louisa Lemon (1860–1953), Mitbegründerin der Royal Society for the Protection of Birds
- Eric Melrose Brown (1919–2016), Testpilot

Außerdem lebten die Sängerin Katie Melua (* 1984) und der Eisenbahnräuber Ronald Biggs (1929–2013) in der Stadt.